# Goellipora
Goellipora es un género de foraminífero bentónico la familia Coscinophragmatidae, de la superfamilia Coscinophragmatoidea, del suborden Biokovinina y del orden Loftusiida. Su especie tipo es Goellipora triassica. Su rango cronoestratigráfico abarca el Noriense (Triásico superior).

## Discusión
Clasificaciones previas incluían Goellipora en el suborden Textulariina y en el orden Textulariida.

## Clasificación
Goellipora incluye a la siguiente especie:
- Goellipora triassica